# ミシェル・ブラン
ミシェル・ブラン（Michel Blanc, 1952年4月16日 - 2024年10月3日または10月4日）は、フランス・クールブヴォア出身の俳優・脚本家・映画監督。

## 略歴
1986年の映画『タキシード』の演技で第39回カンヌ国際映画祭の男優賞を受賞（『モナリザ』のボブ・ホスキンスとの同時受賞）。
1994年の映画『他人のそら似』で第47回カンヌ国際映画祭の脚本賞を受賞。
『他人のそら似』は同映画祭においてフランス映画高等技術委員会グランプリを受賞している。
2011年の映画『大臣と影の男』で第37回セザール賞の助演男優賞を受賞。
その他、様々な映画賞の受賞やノミネートの経験がある。
2024年10月3日から4日の間の夜に心臓病によりパリの病院で死去。72歳没。

## 主な出演作品
- ジュ・テーム… Je t'aime moi non plus (1976)
- ジャンヌ・モローの思春期（英語版） L'Adolescente (1979)
- タキシード Tenue de soirée (1986)
- 3人の逃亡者/銀行ギャングは天使を連れて Les Fugitifs (1986)
- 仕立て屋の恋 Monsieur Hire (1989)
- ハネムーンはモンテカルロで Strike It Rich (1990)
- メルシー・ラ・ヴィ（英語版） Merci la vie (1991)
- プロスペローの本 Prospero's Books (1991)
- 美女と時計とアブナイお願い The Favour, the Watch and the Very Big Fish (1991)
- 可愛いだけじゃダメかしら Toxic Affair (1993)
- 他人のそら似 Grosse fatigue (1994) 兼監督・脚本
- ロベルト・ベニーニの　Mr.モンスター Il Mostro (1994) 兼脚本
- プレタポルテ Prêt-à-Porter (1994)
- パトリス・ルコントの大喝采 Les Grands ducs (1996)
- マダムと奇人と殺人と Madame Edouard (2004)
- マルセイユの決着 Le deuxième souffle (2007)
- 大臣と影の男 L'exercice de l'État (2011)
- マダム・マロリーと魔法のスパイス The Hundred-Foot Journey (2014)
- ロマン・デュリスの 偶然の殺し屋（英語版） Un petit boulot (2016)
- フランス特殊部隊RAID Raid dingue (2016)